# Lygephila viciae
Lygephila viciae is een nachtvlinder uit de familie van de spinneruilen (Erebidae). De vlinder heeft een spanwijdte van 35 tot 36 millimeter.

## Waardplanten
Lygephila viciae gebruikt de volgende planten als waardplanten: Wikke, Astragalus, Coronilla, Lathyrus, varkensgras en Melilotis.

## Verspreiding
De soort komt voor in een groot deel van Europa. In België was de soort zeer zeldzaam, en kwam alleen voor in de provincie Namen. Sinds 1980 is hij echter niet meer waargenomen. In Nederland komt hij niet voor.

## Synoniemen
- Noctua viciae - Hübner, 1822
- Ophiusa viciae coronillae - Herrich-Schäffer, 1855
- Toxocampa stigmata - Wileman, 1911